# Sanraku Kanō
Sanraku Kanō (jap. 狩野山楽 Kanō Sanraku; ur. 1559, zm. 1635) – japoński malarz, reprezentant szkoły Kanō.

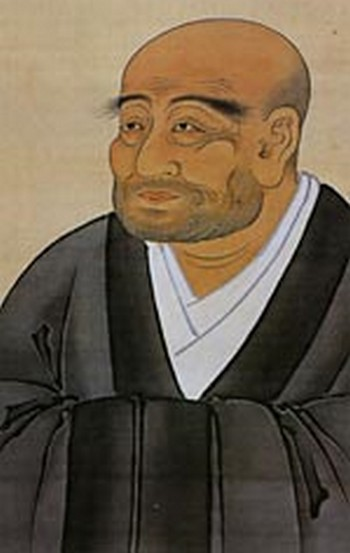
Portret Sanraku Kanō

Pochodził z Kioto, był synem malarza Nagamitsu Kimury. Został adoptowany przez Eitoku Kanō. Pracował na zlecenie Hideyoshi Toyotomiego. Zdobił wnętrza zamków, pałaców i świątyń, wykonując malowidła na parawanach i fusuma. Jego dzieła można oglądać m.in. w świątyniach Daikaku-ji i Shōden-ji w Kioto.
Naśladował stylistykę swojego przybranego ojca, tworząc kreślone grubą, zamaszystą kreską wielkoskalowe obrazy umieszczone na złotym tle. Jego styl jest mniej ozdobny, jednak bardziej staranny i delikatny. Jego kontynuatorem był syn, Sansetsu Kanō.